# A Bar Song (Tipsy)
Singles de Shaboozey
Vegas
(2024)
A Bar Song (Tipsy) est une chanson du chanteur américain Shaboozey. Elle est sortie le 12 avril 2024, en tant que single de son album Where I've Been, Isn't Where I'm Going. La chanson a atteint le top 20 au Canada, en Irlande et au Royaume-Uni, et le top 40 en Australie et aux États-Unis. 

## Contexte et composition
Shaboozey publie A Bar Song en avril 2024. La chanson reprend le single Tipsy de 2004 de J-Kwon. Les paroles de la chanson parlent d'un narrateur frustré par son travail acharné et qui se défoule en buvant de l'alcool dans un bar.
A Bar Song se classe numéro un sur les Hot Country Songs de Billboard en mai 2024. En succédant au Texas Hold 'Em de Beyoncé, c'est la première fois dans l'histoire que deux artistes noirs consécutifs occupent la première place du classement.
En juillet 2024, la chanson atteint le sommet du Billboard Hot 100. Elle est également numéro 1 au Canada, en Irlande, en Norvège et en Suède.

## Classements hebdomadaires
| Classement (2024)                       | Meilleure place |
| --------------------------------------- | --------------- |
| Allemagne (GfK Entertainment)           | 20              |
| Australie (ARIA)                        | 2               |
| Autriche (Ö3 Austria Top 40)            | 9               |
| Belgique (Flandre Ultratop 50 Singles)  | 7               |
| Belgique (Wallonie Ultratop 50 Singles) | 45              |
| Canada (Canadian Hot 100)               | 1               |
| Danemark (Tracklisten)                  | 8               |
| États-Unis (Billboard Hot 100)          | 1               |
| États-Unis (Hot Country Songs)          | 1               |
| Finlande (Suomen virallinen lista)      | 50              |
| Irlande (Irish Singles Chart)           | 1               |
| (Billboard Global 200)                  | 3               |
| Norvège (VG-lista)                      | 1               |
| Nouvelle-Zélande (RMNZ)                 | 3               |
| Pays-Bas (Single Top 100)               | 8               |
| Portugal (AFP)                          | 145             |
| Royaume-Uni (UK Singles Chart)          | 3               |
| Suède (Sverigetopplistan)               | 1               |
| Suisse (Schweizer Hitparade)            | 5               |